# Первенство папы римского
Первенство папы римского (лат. primatus Papae, также примат папы римского) — христианская доктрина, касающаяся значения и авторитета епископа Рима по сравнению с другими епископами христианской Церкви. Наряду с вопросом о Филиокве, различия в интерпретации этой доктрины являются основным источником разногласий между католицизмом и православием. Католицизм заявляет о полной и непосредственной юрисдикционной власти римского епископа управлять и руководить всей Церковью. В Католической церкви верховенство римского епископа выражается в «Петровом служении» и обосновывается библейскими, каноническими и богословскими доводами. Католические богословы видят правомерность примата «преемника Петра» на основании евангельского текста о словах Иисуса Христа к апостолу Петру (Мф. 16:18—19; Ин. 21:17).
Современная католическая экклезиология, основываясь на текстах Нового Завета и раннехристианского Предания, называет преемников апостола Петра на римском престоле «наместниками Христа». Римская церковь с ранних времён ассоциировала себя с апостолом Петром (с III века) и развивала учение о его особом статусе среди апостолов, а следовательно и об особом статусе римского епископа. В течение первых трёх столетий Церковь разрешала возникающие вопросы посредством местных соборов, не запрашивая директив из Рима. Ни один из епископов Рима не председательствовал ни на одном Вселенском соборе лично. Вместо него присутствовали его представители (легаты), которые занимали первое место «по чести», поскольку Рим был столицей империи. Первый Ватиканский собор к традиционному учению о первенстве папы прибавил и догмат о вероучительной непогрешимости римского понтифика. Исторические события (монофизитский раскол, арабские завоевания) и некоторые решения Третьего и Четвёртого Вселенских соборов привели к возвышению Константинополя наравне с Римом. Догматическое развитие папского примата произошло, благодаря деятельности Латеранских соборов Католической церкви XII—XIII веков (1123, 1139, 1179 и 1215 годов).
Второй Ватиканский собор, развивая католическое богословие, подтвердил утверждение о божественном праве на первенство и на особый вероучительный авторитет папы. Католическую претензию на божественную обусловленность первенства Рима отрицают все прочие христианские конфессии. В некоторых восточных церквях за папой римским признаётся только почётное право быть «первым среди равных», не считая, что это даёт ему какую-либо власть. В других церквях признаётся вытекающая из этого права власть выражать, олицетворять и осуществлять в одном епископе власть всей Церкви. Римско-католическая церковь считает примат папы «полной, высшей и всеобщей осуществляемой беспрепятственно властью над всей Церковью». Эта власть также принадлежит коллегии епископов, находящейся в единении с папой. Власть, приписываемая папе в связи с его приматом, имеет некоторые ограничения. Современная Католическая церковь признаёт, что вопрос о примате папы на экуменическом уровне является частью наиболее трудной проблематики. Он не только сложен теоретически, но и вызывает сильный эмоциональный отклик у сторонников и противников идеи первенства римского епископа, затрагивая основы конфессиональной идентичности.

## Догматическое обоснование
В соответствии с христианской экклезиологией глава Церкви — Иисус Христос. В то же время Священное Писание и раннехристианские источники указывают на необходимость предстоятельства (первенства) в церковных структурах. В ряде мест Нового Завета говорится о том, что ранние христиане имели руководителей (1Фес. 5:12; Деян. 20:28; Фил. 1:1). В соответствии со Священным Писанием во время земной жизни Иисус Христос избрал двенадцать апостолов. Трое из них: Иоанн, Пётр и Иаков имели особое положение, так как находились со Спасителем во время Преображения (Мк. 9:2—10) и в Гефсиманском саду (Мк. 14:32—42). Евангельский текст свидетельствует об особой роли апостола Петра, которому было поручено «укреплять братьев» (Лк. 22:32), «заботиться об агнцах и овцах» (Ин. 21:15—19), а также «получить ключи от Царства Небесного» (Мф. 16:19). Мученическая смерть апостола Петра в Риме приводит к тому, что начиная с III века Римский епископ начинает ассоциироваться с Петром и восприниматься как «Преемник Петра». Первыми римскими епископами, ссылавшимися на евангельский текст для оправдания особого статуса Римского престола, были Каликст I (217—222) и Стефан I (254—257).
Согласно учению Католической церкви первенство папы римского следует из того, что папа является преемником апостола Петра, относительно которого католическая церковь утверждает, что он являлся главой апостолов Иисуса Христа. В качестве обоснования главенства апостола Петра в католичестве указывают несколько новозаветных текстов:
- «И сказал Господь: Симон! Симон! се, сатана просил, чтобы сеять вас как пшеницу, но Я молился о тебе, чтобы не оскудела вера твоя; и ты некогда, обратившись, утверди братьев твоих» (Лк. 22:31, 32). Просеивание в руках сатаны символизирует испытания, предстоящие апостолам, и в которых Симон-Пётр должен был укрепить своих собратьев[7].
- «Я говорю тебе: ты — Пётр, и на сем камне Я создам Церковь Мою, и врата ада не одолеют её» (Мф. 16:18)[8] и далее «и дам тебе ключи Царства Небесного: и что свяжешь на земле, то будет связано на небесах, и что разрешишь на земле, то будет разрешено на небесах» (Мф. 16:19)[9]. Это высказывание неоднократно комментировалось Отцами Церкви начиная с Оригена. Основная идея многочисленных толкований сводилась к тому, что вера апостола Петра является основой христианской церкви[10]. Сложная система образов данного отрывка истолковывается как указание на три функции Петра: опора церкви, затвор врат ада и обладатель власти ключей. В целом они в католическом богословии приводят к пониманию особой роли Петра как основания и хранителя Евангелий, опоры церкви[11]. Согласие о том, что фигура Петра обладает преимуществом среди апостолов Иисуса и в ранней церкви, существует и в православии[12].
- «Когда же они обедали, Иисус говорит Симону Петру: Симон Ионин! любишь ли ты Меня больше, нежели они? [Пётр] говорит Ему: так, Господи! Ты знаешь, что я люблю Тебя. [Иисус] говорит ему: паси агнцев Моих» (Ин. 21:15). Данная фраза понимается как явное поручение Иисуса Петру осуществлять пастырское руководство церковью[13].
- Руководящая роль апостола Петра среди апостолов основывается также на тексте Деяний апостолов (Деян. 1:15; 2:14; 4:8; 5:3; 5:8; 5:29)[14].

Современная католическая интерпретация исторического аспекта первенства Петра делает акцент не столько на властном аспекте его служения, сколько на служении как таковом. Введённый папой Григорием I (590—604) титул «servus servorum» («слуга слуг») отсылает к евангельскому выражению «кто хочет между вами быть первым, да будет вам рабом» (Мф. 20:27). Этот же аспект выделил папа Иоанн Павел II (1978—2005), сославшийся на раннехристианского мученика Игнатия Антиохийского, определившего первенство Рима как «первенство любви». В то же время, как отмечают православные богословы, служение других апостолов не менее значимо, и из Нового Завета особый характер служения Петра не ясен, а связь дальнейшего исторического развития римского служения с утверждениями Евангелий скорее предположительна, нежели обоснована.

## История вопроса

### Раннехристианский период
В раннехристианский период началось формирование идеи первенства епископов в региональных церквах. Наибольший авторитет получили епископские кафедры крупных городов Римской империи: Рим, Константинополь, Антиохия, Александрия и Иерусалим, которые сформировали т. н. «пентархию». Значение римского епископа подтверждается рядом древнейших документов, в том числе первым посланием Климента коринфянам (ок. 96) и посланием Игнатия римлянам (между 110 и 117 годами). У Игнатия впервые встречается описание Римской церкви как «первенствующей в любви». Согласно католическим толкованиям, «любовь» в данном случае обозначает церковную общину, тогда как протестанты видят здесь указание на первенство римских христиан в благотворительности. В отдельные периоды заметным авторитетом обладали епископы Карфагена, Фессалоник, Милана и Равенны. Некоторые из них впоследствии приняли титул патриархов. Митрополичье и патриаршее первенство осуществлялось посредством председательства на местных и региональных соборах, при хиротонии местных епископов или епископов митрополий, а также посредством действий в качестве апелляционной инстанции. Слава Рима как места, где проповедовали апостолы Пётр и Павел, где они претерпели мученичество и где находились их гробницы, сразу наделила город беспрецедентным престижем. В христианском контексте столичный статус Рима значения не имел, но не отрицалось, что он обусловил внимание апостолов к Вечному городу. В раннехристианский период понимание церковного первенства было сформировано на уровне епископа (34-е Апостольское правило). Эволюция церковных структур привела к новому пониманию первенства на различных уровнях: община, епархия, митрополия, региональная церковь и Вселенская Церковь.
Русский богослов Николай Афанасьев считает, что уже в доникейский период авторитет свидетельства Римской церкви был настолько высок, что принятие или отвержение Римом того или иного учения предопределяло решение прочих Церквей. Призвание Рима заключалось в выполнении роли арбитра, улаживающего спорные проблемы посредством свидетельства об истинности или ложности того или иного учения. Рим был подлинным центром, куда сходились все, кто желал, чтобы их учение было принято сознанием Церкви. Свидетельство римской церкви значило больше любого юридического вердикта, поэтому, считает Афанасьев, известная латинская формула Roma locuta, causa finita («Рим высказался, дело закончено») могла появиться уже в те времена, когда власть Рима ещё не приобрела силу закона. В конце II века римский епископ Виктор (189—198) попытался решить споры о дате Пасхи путём отлучения епископов и паствы Малой Азии, и только посредничество Поликрата Эфесского и Иринея Лионского сохранило мир в церкви. По мнению Афанасьева, энергичные действия папы Виктора не вышли за границы обычной церковной практики. Афанасьев указывает на то, что безапелляционное требование папы принять позицию Рима опиралось на традицию подавляющего большинства Церквей. Церкви Малой Азии остались в изоляции после того, как все другие Церкви последовали требованию Виктора, однако было бы ошибкой говорить об их «отлучении»: в конце II столетия никто не считал возможным, чтобы одна Церковь могла отлучить другую. Собственное учение Иринея Лионского о церковном первенстве основывается на идее сохранения апостольской традиции, где «величайшая, древнейшая и всем известная» Римская церковь занимает особое место как хранитель общецерковного предания.
В середине III века с епископа Киприана Карфагенского начинается традиция толкования Мф. 16:18 как вселенской церкви. Тому предшествовал ряд значимых событий в жизни церкви: разногласия по вопросу о допустимости возвращения в церковь отступников, которые во время гонений на христиан императора Деция в 250—251 приносили жертвы языческим божествам, а также дисциплинарные вопросы по поводу низложения испанских епископов. Папа Стефан (254—257) допускал возвращение отпавших через покаяние, а Киприан настаивал на принятии отступников-новациан через повторное крещение. Когда выяснилось различие, то папа стал требовать от Африканской церкви поступать по римской практике. В ответ Киприан, ранее подчёркивавший верховенство римского епископа среди прочих, созвал в Карфагене три собора, на которых принимается решение не признавать крещения еретиков и держаться существовавшей в Африке практики. Узнав об этом, папа пишет в Карфаген и ещё раз требует принимать новациан только через покаяние, а также впервые ссылается на Мф. 16:18 в обоснование своего первенства. С критикой папы Стефана выступили Дионисий Александрийский и Фирмилиан Кессарийский. По мнению Афанасьева, и Стефан, и Киприан вместе отошли от церковной традиции, причем Киприан в большей степени, так как попытался установить лидерство над всей Церковью посредством своих соборов, что явилось инновацией. Афанасьев считает, что поведение Стефана было естественным и полностью отвечало приоритетной роли римской церкви, тем более что Испания находилась в сфере её прямого влияния. С другой стороны, в ходе данных споров Киприан проявил сдержанность, и именно он впервые использовал термин «кафедра апостола Петра» (лат. cathedra Petri) применительно к римскому престолу, обозначая таким образом «первенствующую Церковь, откуда берёт начало единство священства». В то же время Киприан понимал под «кафедрой Петра» и любой епископский престол, а слова «ты — Пётр» адресовал каждому епископу.

### Папство и соборы ранней Церкви

#### Соборы IV века
Роль римского епископа возросла во время богословских споров IV и V веков, когда римский папа стал рассматриваться в качестве «арбитра» в спорах восточных патриархатов. Первый Вселенский собор, созванный в 325 году в Никее императором Константином Великим, папа римский Сильвестр I (314—335) признал легитимным и отправил на него своих представителей. 6-е правило гласило: «Да хранятся древние обычаи, принятые в Египте, и в Ливии, и в Пентаполе, дабы Александрийский епископ имел власть над всеми сими. Понеже и Римскому епископу сие обычно, подобно и в Антиохии, и в иных областях да сохраняются преимущества Церквей». Тем самым епископы Рима, Александрии и Антиохии были признаны равными в осуществлении своих полномочий в пределах своей территории. По итогам заседаний 6-й канон собора признал власть епископа Рима над Италией. Данное правило существовало в нескольких редакциях и было предметом фальсификаций. По-видимому, «обычной» для епископа Рима в начале IV века была власть в субурбикарных провинциях, то есть даже не на всей территории Италии. Уже в начале V века существовали сомнения в аутентичности его формулировки, а на Халкидонском соборе (451) и во время Акакианской схизмы в конце столетия папы рассматривали 6-е правило как явное подтверждение своего примата и обладания высшей власти на любом соборе.
Из поместных соборов IV века наибольшее значение для развития идеи папского первенства имел состоявшийся в разгар арианских споров Сардикийский собор. Начиная с V века его 3-е, 4-е и 5-е правила интерпретировались как обоснование прерогативы папы рассматривать апелляции всех епископов, что было актуально в спорах между церквями Востока и Запада. В конце V века на них ссылался папа Геласий I (492—496). Позднее на Западе каноны Сардикийского собора ошибочно считали никейскими, и в начале XIII века они стали основанием притязаний Рима на исключительные юридические полномочия.
Во второй половине IV века папы активно вмешивались в споры на Востоке, из политических соображений определяя, с какой из сторон они находятся в общении. 153 епископа, участвовавших в Антиохийском соборе 379 года, приняли выдвинутые папой Дамасием I (366—384) условия общения и предложенный им символ веры. В своей борьбе с антипапой Урсином Дамасий получил поддержку светской власти, добившись от западного императора Грациана издания закона в свою пользу. Рескрипт «Ordinariorum sententiae» наделил папу высшей судебной властью над всеми епископами Запада, либо призывая спорящих в Рим, либо назначая судью по своему выбору для участия в процессе на месте. Тот же документ давал право любому епископу, осуждённому в первой инстанции провинциальным собором, обратиться с апелляцией к папе. Ряд соборов, созванных папами в IV веке, закрепили положение Рима как центра соборной активности не только в Италии, но и в масштабе всей империи. Способность римского престола в относительно короткий срок мобилизовать несколько десятков епископов для участия в соборе позволяла папам выступать в роли лидеров никейского течения и всего западного епископата. Тогда же сложилась практика личного неприсутствия пап на соборах, созванных за пределами Рима.
С завершением арианского спора и восстановлением общения между восточными и западными епископами потребность в западном арбитраже для Востока исчезла. В ходе работы Первого Константинопольского собора 381 года начало формироваться понимание того, что Вселенский собор обладает всей полнотой власти и не зависит от чьего-либо авторитета, что было отражено в 3-м каноне собора («Епископ Константинопольский да имеет преимущество чести по Римском епископе, потому что град сей есть Новый Рим»), в котором первенство Рима понималось как первенство чести, основанное на политическом статусе города. На Западе собор 381 года был признан вселенским только на Латеранском соборе 649 года, после чего выражение honoris primatum (с лат. — «первенство чести») было принято большинством латинских канонических собраний.

#### Соборы V века
На Третьем Вселенском соборе, состоявшемся в малоазийском Эфесе в 431 году, легаты папы Целестина I (422—432) выражали идею о «попечении» Римского епископа над всей Церковью. В 451 году в ходе Четвёртого (Халкидонского) собора вероучительная роль папы римского в Церкви возросла. Послание папы Льва I (440—461) к патриарху Константинопольскому Флавиану, формулировавшее учение о двух природах Христа, которое делегаты Халкидона подробно изучили, было принято в качестве одного из основных документов собора. При этом возросшее влияние папы не отразилось на отношении отцов собора к Римской кафедре, поскольку 28-е правило собора даровало Константинополю первенство наравне с Римом («Престолу ветхого Рима отцы прилично дали преимущество, поскольку это был царствующий град. Следуя тому же побуждению, и 150 боголюбезнейших епископов предоставили равные преимущества святейшему престолу Нового Рима, правильно рассудив, чтобы город, получивший честь быть городом царя и синклита и имеющий равные преимущества с ветхим Римом, и в церковных делах был возвеличен подобно тому, и был вторым после него»). Таким образом, первенство Римского епископа воспринималось восточными Отцами не как обусловленное преемством этого епископа от апостола Петра, а как основанное на политическом значении Рима как столицы империи. Точно так же, преимущества Константинопольского престола вытекали не из его древности (Иерусалимский, Александрийский и Антиохийский престолы были древнее), и не из каких-либо иных церковных предпосылок, а исключительно из политического значения Константинополя как «города царя и синклита». Папа Лев I не принял 28-го правила Халкидонского собора, и оно никогда не признавалось римской кафедрой, хотя оно вошло в канонический корпус. Согласно Льву, первенство должно определяться не политическим значением города, где находится епископская кафедра, а отношением к апостольской традиции. В такой парадигме, вслед за Римом следует называть Александрию и Антиохию, поскольку в них проповедовали евангелист Марк и сам Пётр. Лев завершает формирование учения о папском первенстве и называет епископа Рима «первым из епископов, верховным правителем всей Церкви».
Для дальнейшей истории догмата о папе как продолжателе дела Петра большое значение имели списки первых епископов Рима. Первые три, составленные около 160 года Егесиппом и сохранённые у Епифания Кипрского, Иринея Лионского и Евсевия Кесарийского, начинались с Лина, которому епископство вручили апостолы. Четвёртый был создан в Риме около 354 года при папе Либерии (352—366), и в нём Пётр впервые назван епископом Рима. Папа Лев предпочитал себя называть «недостойным наследником» (лат. haeres indignus) Петра, через которого апостол действует в церкви. После обнародования томоса Льва участники Халкидонского собора восклицали, что сам Пётр говорит через папу. Аналогичным образом на Третьем Константинопольском соборе в 681 году прославляли папу Агафона (678—681). По мнению британского специалиста по средневековому праву Вальтера Ульмана, фиксация идеи папского первенства является достижением именно Льва I. Как отмечает историк, ключевым моментом здесь было установление связи между Петром и папством не через абстрактные понятия и символы, а через общность исполняемых обязанностей.
В спорах V века и далее поддержка Рима продолжала оставаться решающим фактором, хотя причина такого положения не всегда ясна. Попытки примирения диофизитов и монофизитов в Византийской империи после Халкидонского собора, в 484 году привели к разрыву единства между Римом и восточными патриархатами. Обвинив в ереси восточных патриархов, папа Феликс III (483—492) разорвал с ними общение. Этот первый восточно-западный раскол длился до 519 года и вошёл в историю как Акакианская схизма. Её преодоление произошло путём принятия «формулы» папы Гормизда (514—523). В подписанном восточными иерархами документе признавалось, что в Риме «правая вера всегда сохранялась в чистоте», — в дальнейшем это дало дополнительное обоснование притязаниям папства на первенство.

#### Соборы VI—VIII веков
В середине VI века в Византии разгорелся новый христологический спор, вошедший в историю как «спор о трёх главах». Папа римский Вигилий был против созыва Вселенского собора и осуждения «трёх глав», инициированного императором Юстинианом I. В ответ на это император приказал доставить Вигилия в Константинополь. В 547 году, прибыв в столицу Византии, под давлением властей, папа согласился с осуждением «трёх глав». В 553 году императором Юстинианом I был созван Пятый Вселенский собор. Собор открылся без участия папы, который отказался участвовать в нём из-за малого количества представителей Западной церкви. После неудачных попыток привлечь Вигилия к работе собора, отцы собора заявили, что решения собора авторитетны и без него. В конечном итоге Вигилий был вынужден принять итоги собора и осуждение «трёх глав». Результатом непоследовательной позиции папы стал раскол на Западе — синод в Северной Африке отлучил папу, епископы Милана и Аквилеи надолго разорвали общение с Римом, свои возражения прислали епископы Галлии. Впоследствии поведение папы Вигилия часто использовалось критиками католицизма в качестве обоснования несостоятельности догмата о вероучительной безошибочности папы.
На протяжении почти всего VII века восточную церковь занимал вопрос о единственности воли Христа. В начальный период спора папа Гонорий I (625—638), не сумев разобраться в сути проблемы, поддержал монофелитов. Шестой Вселенский собор, разбиравший данный вопрос в 680—681 годах, не только отверг монофелитство, но и предал анафеме некоторых восточных патриархов и покойного Гонория. С другой стороны, собор принял учение его преемников, подчеркнув большую роль папы Мартина I (649—653) в борьбе с этой ересью. Посланники папы Агафона на соборе последовательно отстаивали православное вероучение, отвергая моноэнергизм и монофелитство. Следствием ошибок Рима стало дальнейшее падение авторитета папства, и через несколько лет Трулльский собор своим 36-м правилом подтвердил, что престолы «старого Рима» и «нового Рима» пользуются «одинаковыми прерогативами по чести», а три других патриарших престола — Александрийский, Антиохийский и Иерусалимский, следуют за ними. В Средние века папа-еретик был забыт, но на Первом Ватиканском соборе (1869—1870) случай Гонория стал ещё одним аргументом против непогрешимости папы. Созванный в 787 году против ереси иконоборчества Седьмой Вселенский собор вынес решения, соответствующие пожеланиям папы римского Адриана I. В ходе работы собора мнение папы имело особое значение. Вместе с тем требования папы о возвращении епархий в Италии и на Балканах в юрисдикцию Римской церкви были фактически проигнорированы.

### Средние века и Новое время

#### Различия в понимании первенства между Западом и Востоком
Формирование учения о первенстве Римской кафедры завершилось благодаря деятельности пап Льва I и Григория I (590—604). Появлению сознания всецерковного авторитета папы на Западе способствовало и отношение некоторых византийских Отцов (Максим Исповедник, Иоанн Дамаскин, Феодор Студит) к папе, как к арбитру. Максим Исповедник признавал римскую церковь «первой из церквей» (лат. princeps ecclesiarum) и утверждал, что она — «само воплотившиеся Слово Божье, которая так же, как все святые соборы, согласно священным правилам и определениям получила и обладает всем ради всего более других святых церквей на земле, обладает главенством, авторитетом и властью связывать и разрешать». Максим призвал папу Мартина I созвать Латеранский собор 649 года, сыгравший большую роль в осуждении монофелитства. До VIII века отношение между папским первенством и авторитетом Вселенского собора было неопределённым. По мнению исследователей, в период вселенских соборов в Церкви не было единого мнения о соотношении соборности и первенства. Несмотря на признание семи Вселенских соборов римским престолом и Востоком, однозначной модели, определяющей соотношение примата папы и авторитета Вселенских соборов, в единой Церкви выработано не было. Несмотря на то, что все вселенские соборы были созваны по соглашению с папами и отцы соборов не оспаривали папское первенство, Пятый Вселенский собор прошёл без участия римского понтифика, а Шестой Вселенский собор анафематствовал одного из иерархов, занимавших Римскую кафедру. Как отмечает греческий церковный историк Власиос Фидас, в эпоху Вселенских соборов богословы Востока рассматривали папский примат в контексте канонически установленной пентархии и не подозревали о теоретическом развитии данной концепции на Западе, не проявлявшемся ни в одном официальном документе, адресованном церкви Востока. Рим, в свою очередь, никогда не признавал касающиеся первенства решения соборов (3-е Второго Вселенского собора, 28-е Четвёртого, и 36-е Трулльского собора).
Начиная с IX века в римской церкви первенству всё более придавалось политико-правовое значение. Латинские богословы переосмысливали в рамках новой интерпретации всю историю папства первых веков, доказывая преемственность текущего положения дел. Для подтверждения своих притязаний церковь прибегала также к фальсификациям. В ответ их восточные коллеги отказывались признавать существование какого-либо первенства в первые века и стремились минимизировать относящиеся к нему факты. Тем временем в силу различных причин на Западе исчезли практически все формы епископской коллегиальности, и соборная активность в митрополиях прекратилась. В значительной степени тому способствовали созданные в середине IX века «Лжеисидоровы декреталии», разоблаченные как подделка в XVII веке. Идея о том, что архиепископы обладают властью в той мере, в какой она получена ими от папы, высказывалась и в документах из «Лоршских подделок». К XI веку огромное значение приобрёл принцип «Prima Sedes a nemine iudicatur» («Первый Престол не подлежит ничьему суду»), впервые встречающийся в «симмаховых апокрифах» начала VI века. При всей важности принципа для утверждения папского первенства, он в то же время служил источником проблем в различных ситуациях: при нередких в Средние века случаях одновременного избрания нескольких пап, при подозрениях папы в ереси или совершении неканонических поступков.

#### Папство во главе католической церкви
В ходе реформ папы Григория VII (1073—1085) первенство было переосмыслено в мистическом духе. В трактате «De sancta Romana ecclesia» кардинала Гумберта Сильва-Кандидского, а затем в энциклике «Dictatus papae» развивалось представление о церкви как иерархии концепций, центральной из которых, источником всей церковной жизни, является первенство папы. Включающий в себя 27 тезисов «Диктат» наделял папу обширнейшими полномочиями не только в церковной сфере, где он мог единолично принимать решения по любым «важным вопросам» (causae maiores), но даже низлагать императоров. Новое теоретическое обоснование папского первенства дал монах-цистерцианец Бернард Клервоский по запросу одного из своих собратьев по ордену, будущего папы Евгения III (1145—1153). Используя терминологию, впервые использованную в ограниченном контексте ещё папой Львом I, Бернард определяет папу как имеющего «полноту власти» (in plenitudenem potestatis), тогда как все прочие, в том числе поместные церкви, обладают лишь властью частичной (in partem sollicitudinis). Лидерство папы, однако, должно быть духовным и харизматическим, а не юридическим и административным. В концепции Бернарда обязанности папы подразумевают служение, а не владычество. Что касается административного подчинения, аббат Клерво считал неверным ситуацию, когда папа мог, минуя уровни церковной иерархии, решать судьбу епископов, аббатов и священников. При Иннокентии III (1198—1216) впервые употребляется новый папский титул «наместник Христа» (vicarius Christi) — в отличие от королей и епископов, которые до XI века так же себя именовали в пределах своих юрисдикций, наместничество папы охватывало все народы. Как наместник Христа папа являлся «главой церкви» (caput ecclesiae), что было призвано выразить единоличную власть папы в церкви, «головы» организма, тело которого образуют епископы. Данная идиома дополняла теорию Бернарда, поскольку согласно средневековым представлениям жизнь во всей полноте её чувств (plenitudo sensuum) сосредоточена именно в голове. Следствием такого подхода стало признание за папой возможности в любой момент реализовывать любые полномочия, в том числе — в нарушение многовековой традиции — по отношению к греческой церкви. Ещё дальше пошёл папа Иннокентий IV (1243—1254), применивший принцип римского права legibus solutus к церковным делам, поставив тем самым себя выше церковного права. Важную роль в формировании первенства папы в качестве догмата сыграла булла папы Бонифация VIII «Unam Sanctam» (1302 год):

«…эта Церковь, одна и единственная, имеет лишь одно Тело, одну Главу… это Христос и Пётр, наместник Христа (Christi vicarius), а также преемники Петра, согласно тому, что Господь сказал самому Петру: „Паси овец Моих“ (Ин. 21:17). Он говорит „Моих“ вообще, не имея в виду тех или иных в частности; это подразумевает, что все они были поручены Ему».
Григорианская реформа дала толчок к восстановлению соборной активности под председательством пап. Первоначально епископы собирались под председательством папы для обсуждения различных вопросов, дисциплинарных или политических. Местом проведения был, как правило, Рим, но в период конфликтов с императорами Священной римской империи или утраты контроля над городом собор мог состояться в любом другом епископальном центре. Следующим этапом стала организация в XII веке «всеобщих» Латеранских соборов (в 1123, 1139 и 1179 годах), позднее названных вселенскими. Проведённый в 1215 году Иннокентием III Четвёртый Латеранский собор изначально был назван вселенским. Намерение Григория VII вернуть выборность епископов не было поддержано его преемниками, и при Иннокентии III назначением архиепископов, епископов и аббатов в доходные аббатства занималась курия. Практическая полнота папской власти была обоснована августинцем Августином Триумфусом, утверждавшим, что только папа является источником епископской юрисдикции. Учение Триумфуса господствовало в католической церкви до Второго Ватиканского собора.
Вторая половина XIV и первая половина XV веков были отмечены кризисом папства и расколом в Католической церкви, приведшими к появлению сразу нескольких пап. Притязания каждого из противоборствующих пап на высшую власть и неподсудность делали практически невозможным достижение компромисса. В это время в католичестве появляется концепция концилиаризма, отстаивающая приоритет соборных решений над решениями римского понтифика. Констанцский собор Католической церкви, проходивший в 1411—1418 годах, привёл к прекращению раскола и избранию Мартина V. Мартин V и его преемник Евгений IV начали решительную борьбу против концилиаризма, что привело к осуждению новой экклезиологии на Пятом Латеранском соборе в 1516 году. В то же время восточная традиция по-прежнему рассматривала первенство папы в контексте пентархии патриархов. Столкновение двух тенденций произошло на Ферраро-Флорентийском соборе 1438—1442 годов, когда папа Евгений IV был вынужден принять предварительные условия, которые выдвинули восточные иерархи в отношении созыва и работы собора. Византийцы требовали, чтобы на соборе был представлен весь епископат Запада, тогда как большинство прелатов собрались в Базеле. Папа, в свою очередь, заявил, что для начала работы собора достаточно присутствия его, патриархов и императора. Хотя в дальнейшем была озвучена традиционная западная позиция о том, что «всякий раз, когда возникает спор о вере, он касается примаса римлян, который и должен разрешить этот спор; и если высказывается примас, все соборы и вся церковь должны принять выраженную им истину», восточные иерархи видели в самом факте созыва собора признание верховенства вселенского собора над папой.

#### Папское первенство и Восточные католические церкви
При проведении униональной политики на Востоке Апостольский престол требовал от восточных церквей признания папского первенства. Так, Четвёртый Латеранский собор (1215) установил главенство Римского престола над всеми восточными патриархатами. Униональная политика предполагала сохранение автономности восточных церквей и употребление восточных литургических обрядов при условии признания папского примата. При заключении Лионской (1274) и Флорентийской (1439) уний восточными делегатами была признана власть папы римского во Вселенской церкви. Так, в папской булле о Флорентийской унии было высказано утверждение о юрисдикционной власти римского понтифика «управлять и руководить всей Церковью» (лат. universalem Ecclesiam), а папа римский назван «отцом и учителем всех христиан» (лат. christianorum patrem ac doctorem existere). Также в тексте был приведён порядок первенства патриархатов: Римский, Константинопольский, Александрийский, Антиохийский и Иерусалимский, и было подчёркнуто, что для восточных церквей данный порядок осуществляется «без ущемления всех их привилегий и прав» (лат. salvis omnibus juribus et privilegiis patriarchum).
Несмотря на вероучительное единство с Римом, в созданных униатских церквях неоднократно возникали споры по вопросу интерпретации папского примата. Так, во время работы Первого Ватиканского собора (1869—1870) учение о юрисдикционном папском примате и непогрешимости вызвало негативную реакцию со стороны восточнокатолических церквей, хотя в конечном итоге оно было принято ими. Собором было определено новое соотношение власти папы и епископата: утверждалась папская безошибочность в вопросах веры и морали и объявлялась анафема тем, кто не признаёт папское первенство. Против этого выступили пятнадцать восточнокатолических епископов во главе с патриархом Мелькитской греко-католической церкви Григорием II Юсефом, особенно обращая внимание на недопустимость анафемы для восточных христиан. В ходе соборных дискуссий, 18 января 1870 года они призвали папу Пия IX оставаться верным решениям Флорентийского собора, усматривая в догмате о непогрешимости папы угрозу чрезмерной централизации власти в церкви. В итоге, третья глава догматической конституции «Pastor aeternus», принятой на Соборе, утверждала «полную и верховную власть юрисдикции [папы] над вселенской Церковью», провозглашая анафему тем, кто с этим не согласен.
Католики восточных обрядов признают первенство папы римского в Церкви. Так, катехизис Украинской греко-католической церкви по вопросу первенства римского понтифика говорит:

«В каждой поместной Церкви, которая находится в общении с другими поместными Церквами, действует вся полнота Церкви Христовой. Видимым знаком сопричастия церквей является Вселенский архиерей — Папа Римский, первенство которого в любви и в учительском служении относится к наследию веры всего христианства… Общение с Римской Церковью является признаком и условием принадлежности к Вселенской Церкви».
 Папа римский юрисдикционно является главой восточных католических церквей. Так, новоизбранные главы униатских патриархатов (Армянского, Коптского, Маронитского, Мелькитского, Сирийского и Халдейского) обязаны получить от римского папы согласие на принятие в церковное общение, фактически означающее одобрение Римом избранной кандидатуры.

## Современная позиция Католической церкви
В Новое время, в условиях снижения политического влияния римского престола в Европе в Католической церкви появились новые концепции трактовки папского первенства. Во Франции большое распространение получила новая идея соборности, т. н. галликанизм, в Германии — фебронианизм, в Австрии — иозефинизм. Ответом на эти попытки ограничения папской власти в церквах европейских государств, стала идеология ультрамонтанства. Во многом некоторые идеи ультрамонтанства были воплощены в постановлениях Первого Ватиканского собора (1869—1870 годы), который утвердил догмат о непогрешимости папы в вопросах веры и нравственности. В отношении папского первенства и непогрешимости на соборе была принята конституция «Pastor aeternus». Часть католического духовенства и верующих не согласились с решениями Первого Ватиканского собора и образовали Старокатолическую церковь. Согласно толкованию Папского совета по содействию христианскому единству, данному в 2001 году в документе «Служение Петра», следующим образом устанавливается связь между непогрешимостью и первенством: «лицо, исполняющее универсальное служение единства, обладает также особым вероучительным авторитетом».
Папа Павел VI (1963—1978), а затем папа Иоанн Павел II признали вопрос о примате папы не только одной из наиболее трудных и актуальных богословских проблем, но и главным препятствием на пути к экуменистическому единству. На состоявшемся в 1981 году заседании Англиканско-католической международной комиссии было установлено, что Римско-католическая церковь признаёт, что «тексты Нового завета не дают достаточной основы для догмата о примате папы» и они «не содержат явного указания о передаче главенства Петру». Согласно принятой в ней точке зрения, эта доктрина претерпела развитие подобно учениям о Троице, божественности Христа и ипостасному соединению природ в нём в результате вывода следствий из данной в откровении истины, которые не были видны изначально. Согласно Катехизису Католической церкви, «Благодаря помощи Святого Духа, понимание как сути, так и слов наследия веры может расти в жизни Церкви через созерцание и исследование верующими, которые хранят их в своём сердце», в частности путём богословских исследований. Соответственно этому, было бы ошибкой ожидать найти доктрину о примате папы в ранней церковной литературе и на основании этой причины отказать ему в исторической обоснованности. Согласно католической точке зрения, положение папы как главы вселенской церкви складывалось постепенно, подобно тому, как не было во времена апостолов епископов как лидеров местной христианской общины. Таким образом, христианские тексты, не содержащие явные ответы на множество вопросов, таких как «возможно ли отпущение грехов после крещения» или «следует ли крестить детей», постепенно становятся более понятными в свете относящихся к этому событий. Относительно данного догмата кардинал Дж. Ньюмен отметил, что «развитие христианских идей заведомо находится в созерцании Божественного Автора, аналогично тому как мы делаем вывод о наличии разума в системах физического мира. В любом случае, его [развития] необходимость и наличие являются доказательством плана видимого творения, то же относится и к разрывам, если такое слово может быть употреблено, в структуре исходной веры Церкви, которые делают возможными чтобы эти развития, возрастающие из лежащей вокруг истины, были предназначены заполнить их».
В середине XX века Второй Ватиканский собор (1962—1965 годы), развивая католическое богословие, подтвердил утверждение о Божественном праве на первенство и на особый вероучительный авторитет папы. В главном экклезиологическом документе «Lumen Gentium» Второго Ватиканского собора со ссылкой на конституцию «Pastor aeternus» Первого Ватиканского собора было подтверждено учение об установлении, непрерывности, значении и смысле священного Первенства Римского понтифика и о его безошибочном учительстве, а папа назван «Преемником Петра, Наместником Христа и зримым Главой всей Церкви». В то же время в документе подчёркивалось значение епископов как наделённых Святым Духом пастырей (гл. 21), составляющих единую коллегию (гл. 22—23). Помимо параллелей с учением Киприана Карфагенского, учение о коллегиальности тесно связано с идеями французского богослова Анри де Любака, писавшего о единстве епископа со своей паствой с одной стороны, и с остальными епископами с другой, и что епископ Рима, как наследник Петра, является выражением этого единства. Второй Ватиканский собор отверг традиционное толкование особой роли Петра, согласно которой всё то, что было дано апостолам Христом, было дано через Петра. Папа назван наделённым всей полнотой власти «наместником Христа», но и «епископы правят порученными им отдельными Церквами как наместники и посланники Христа» (гл. 27). Таким образом, собор назвал папу воплощением всего того, что есть во всей общности епископов. Коллегия епископов обладает властью лишь совместно с папой в качестве её главы. В противоположность принятому на Первом Ватиканском соборе, каждый епископ ответственен не только лишь за свою паству, но и разделяет заботу о церкви в целом.
В 1995 году в энциклике «Ut Unum Sint» Иоанн Павел II призвал христианские конфессии к богословскому обсуждению темы первенства Римского понтифика. В частности, католики признали, что «форма, которую ныне принимает первенство в Католической церкви, неприемлема для всех других церквей». Эта инициатива папы была воспринята положительно, особенно среди протестантов, поскольку свидетельствовала о том, что Святой Престол был готов к гибкости в данном вопросе. Тем не менее официальные лица Католической церкви продолжали отстаивать традиционное католическое понимание данного вопроса в духе Первого Ватиканского собора. В документе «Служение Петра» заявляется: «Католическая церковь считает первенство Рима установленным Божественным правом и в силу этого относящимся к основополагающей и непреложной структуре Церкви».
По мнению председателя Папского совета по содействию христианскому единству кардинала Вальтера Каспера, озвученному на созванном в 2003 году в Риме симпозиуме на тему служения святого Петра, в настоящее время требуется новое прочтение и понимание сформулированного Вторым Ватиканским собором учения о первенстве. Первым принципом новой рецепции Каспер указывает помещение вопроса о первенстве в экклезиологический контекст, с признанием власти епископа как пастыря своего диоцеза. Формулировку «ex sese, non autem ex consensu Ecclesiae» из постановления Первого Ватиканского собора Каспер называет неприемлемой в экуменическом плане и предлагает понимать «в чисто юридическом смысле», как указание на отсутствие необходимости дополнительного правового подтверждения решений папы. Второй принцип догматической герменевтики касается включения постановлений Первого Ватиканского собора в целостную традицию, то есть признание законности особенного наследия восточных церквей и их права на самостоятельное управление согласно своим собственным законам. Такой принцип был зафиксирован Вторым Ватиканским собором и затем получил широкое признание среди католических богословов. Так, в 1982 году кардинал Йозеф Ратцингер заявил, что «в том, что касается учения о первенстве, притязания Рима по отношению к Востоку не должны превосходить те, которые были сформулированы и выдвинуты в первом тысячелетии». С другой стороны, концептуальные расхождения существовали уже тогда, а важные перемены во втором тысячелетии происходили как на Западе, так и на Востоке. Предложение интерпретировать Первый Ватиканский собор в исторической перспективе не было принято православными церквями. Также следует учитывать специфические исторические обстоятельства, приведшие к принятию определённых решений Первым Ватиканским собором. Взятие Рима в 1870 году и сопутствующие события привели к тому, что примат папы был определён в терминах суверенитета. В то же время понимание папской власти как неограниченной не следует непосредственно из догматов Первого Ватиканского собора, а возникает в их максималистской интерпретации.

## Точки зрения других церквей

### Древневосточные церкви
Церковь Востока отвергла Третий Вселенский собор и приняла христологическое учение, сформированное Феодором Мопсуестийским и Несторием, из-за чего Ассирийскую церковь Востока часто именуют «несторианской». В XVI веке часть Церкви Востока вступила в унию с Римско-католической церковью, признав папское первенство. При этом униаты отстаивали католическую экклезиологию — так, например, халдейский патриарх Абдишо V Хайят (1894—1899) являлся автором богословских работ в защиту папского первенства.
В 2005 году, после начала богословского диалога между Ассирийской и Католической церквями, Священный синод Ассирийской церкви Востока принял решение об отказе подписания взаимного признания таинств с Римско-католической церковью. Отказ был вызван предложением Папского совета по содействию христианскому единству о положительной оценке примата папы римского. В 2008 году участник Смешанной богословской комиссии с ассирийской стороны епископ Калифорнии Мар Бавай Соро, недовольный приостановкой богословского диалога с католиками, вместе с шестью священниками, тридцатью дьяконами и около тысячей верующих разорвал общение с Ассирийской церковью и перешёл в Халдейскую католическую церковь. При этом Бавай Соро отметил, что «двадцать лет назад многие верующие Ассирийской церкви осознали, что, кроме папского первенства, между ними и Католической церковью не существует никаких богословских разногласий», а также обратился к верующим Ассирийской церкви Востока с доводами в пользу юрисдикционного первенства папы римского, приводя выдержки из сочинений выдающегося восточно-сирийского богослова Абдишо (ум. в 1318 году). В 2015 году патриарх Халдейской католической церкви Луис Рафаэль I Сако обратился к Ассирийской церкви Востока и отколовшейся от неё Древней Ассирийской церкви Востока с призывом об объединении и воссоздании единой Церкви Востока под властью папы. Ассирийская церковь Востока отказалась от этого предложения и данная инициатива не была реализована.
В ходе семинара «Экклезиология и единство Церкви» (1—5 июля 1994 года) в рамках работы экуменической организации «Pro Oriente» между католическими и древневосточными богословами было подписано соглашение, в котором выражалась позиция нехалкидонских церквей по вопросу папского примата. В документе отмечалось, что понятие вселенского первенства в древневосточной традиции не предполагает его юрисдикционного характера, а традиционными выражениями, используемыми для определения первенства в экклезиологии нехалкидонских церквей, являются: «первенство чести», «первенство любви» и «первенство среди равных». В 2003 году для обсуждения вопросов (в том числе вопроса о папском первенстве), препятствующих достижению евхаристического единства, была создана Смешанная международная комиссия по богословскому диалогу между Католической и древневосточными церквями.

### Православная церковь
До IX века все периоды расколов между Римской церковью и восточными патриархатами были обусловлены догматическими вопросами и ересями. В IX веке конфликт между константинопольским патриархом Фотием I и папой Николаем I привёл к церковному расколу. Тогда же начался процесс постепенного отчуждения западной и восточной христианских церквей. Данный процесс был обусловлен политическими (ориентация пап на Каролингскую империю и недоверие к византийским императорам), культурными (использование греческого языка на Востоке и латыни на Западе), экклезиологическими (Римский престол присваивал себе всё больше административных функций) и догматическими факторами (дискуссии о Filioque). Каноническое право Православной церкви придавало меньшее значение 3-му, 4-му и 5-му правилам Сардикийскного собора, приписывая им иной процедурный смысл и наделяя Константинопольского патриарха равными с папой правами. Первенство чести в православном понимании давало право председательства на вселенских соборах, которые, однако, обладают более высокой властью, чем папа и все пять патриархов вселенской церкви. Католическая доктрина, приписывающая папе римскому функции управления всей вселенской церковью, в православии получила наименование «папизм». Вопрос о первенстве папы является одной из главных причин разделения западной и восточной христианских церквей. Православная церковь никогда не имела и до настоящего времени не имеет единой административной структуры управления. До раскола 1054 года епископ Рима считался первым «по чести», но за ним не признавалось первенство власти. После 1054 года «первым среди равных» в ряду предстоятелей поместных православных церквей признаётся патриарх Константинопольский, который с византийских времён носит титул «Вселенского», однако ни данный титул, ни первенство чести не дают Константинопольскому патриарху никаких юрисдикционных прав вне пределов своего собственного патриархата.
В XX веке проблемой первенства занимался православный богослов Николай Афанасьев. Его концепцию «евхаристической экклезиологии» развивали Иван Мейендорф, Александр Шмеман и другие. Как официальный экуменический наблюдатель Афанасьев участвовал в работе Второго Ватиканского собора, и его взгляды авторитетны не только для православия, но и для Католической церкви. С точки зрения вопроса первенства Афанасьев выделяет два типа экклезиологии, универсальную и евхаристическую. Первая из них предполагает, что вся церковь должна следовать единому руководству, для чего необходима основанная на праве личная власть. Напротив, в евхаристической модели «власть отдельного епископа не может существовать, поскольку власти, основанной на праве, в Церкви не существует». Согласно Афанасьеву, именно «евхаристическая экклезиология всё ещё живёт в глубине православной души». В 2007 году Смешанной международной комиссией по богословскому диалогу между Римско-католической и Православной церквями был одобрен так называемый «Равеннский документ», в котором сказано, что хотя исторически епископ Рима был первым среди патриархов, стороны по-разному интерпретируют исторические свидетельства той эпохи, касающиеся прерогатив Римского епископа как первого. Также в документе говорится, что «первенство и соборность зависят друг от друга. Поэтому первенство на разных уровнях жизни Церкви — местном, региональном и вселенском — всегда должно рассматриваться в контексте соборности, а соборность, соответственно, в контексте первенства» (п. 43). «Равеннский документ» не был ратифицирован Русской православной церковью, и ответ на него был дан в 2013 году «Московским документом». В нём идея первенства, в соответствии с современной ситуацией, была рассмотрена на различных уровнях церковной организации.
Православные церкви, в том числе Русская православная церковь, признают выдающуюся роль апостола Петра в ранней церкви, однако вопросы, относящиеся к его первенству в православном богословии, являются дискуссионными. Разные мнения существуют относительно понимания природы и степени этого первенства, но в целом полагают, что главенство апостола Петра не предполагает какой-то власти, и сводится только к праву на особый почёт. Другой момент касается природы наследования звания и функции Петра, обоснованности притязаний лидеров отдельных церквей на наследование его роли и полномочий. Соответственно, они отвергают учение об абсолютном первенстве и вероучительной непогрешимости папы римского, установленное в Римско-католической церкви. Православная экклезиология предусматривает первенство чести и не согласна с интерпретацией первенства в католическом богословии, выраженной в учении «об установлении, непрерывности, значении и смысле священного Первенства Римского понтифика и о его безошибочном учительстве». Православное богословие не приемлет претензии папского престола на абсолютную власть в Церкви и понимает первенство исключительно, как primus inter pares — «первый среди равных».

### Протестантизм
Вопрос о папстве и его авторитете являлся одной из основных проблем для деятелей ранней Реформации в их споре с Католической церковью. В своём отрицании римской иерархии Мартин Лютер к середине 1520 года пришёл к выводу о том, что папа является «Антихристом». Придерживаясь протестантских догматов, Лютер выдвинул ряд возражений против полномочий понтифика, в которых отрицал узурпированное папами исключительное право на толкование Священного Писания и претензию на то, что спасение возможно только в общении с Римом и в подчинении ему. Аналогичных взглядов придерживались Филипп Меланхтон и Мартин Буцер. Филипп Меланхтон допускал юрисдикционную власть папы, при определённых условиях: «…относительно папы я полагаю, что если бы он не стал препятствовать Евангелию, то и нам, ради мира и всеобщего согласия тех христиан, которые находятся под его властью и впредь желают находиться под ней, следовало бы допустить его главенство над епископами по человеческому праву». Основоположники Реформации полагали источником «антихристианской» сути папства не идею первенства как таковую, а злоупотребление при её реализации принципом iure divino. Даже после 1520 года Лютер придерживался условного признания папского первенства — если папа будет придерживаться Евангелия, допустимо ли признавать его тем, кем, как он утверждает, является. Важным документом протестантского неприятия догмата о примате папы является трактат «О власти и первенстве Папы», написанный 17 февраля 1537 года Меланхтоном и принятый всеми лютеранскими богословами. Лютеранские богословы XVII—XVIII веков признавали даже лидирующую роль Петра среди апостолов, но принятие «Pastor aeternus», согласно общему мнению протестантов, закрыло возможность достижения согласия по поводу первенства. Тем не менее условность лютеранской позиции по вопросу первенства делает достижение компромисса возможным, и проблема неоднократно обсуждалась в ходе различных раундов Лютеранско-католического диалога.
Для англиканства, отвергнувшего власть Рима в своём символе веры, вопрос о папском первенстве если и поднимается, то как частный аспект общего вопроса о границах епископской власти. Современная точка зрения Англиканской церкви выражена 8-й резолюцией Ламбетской конференции 1988 года, постановившей продолжить поиск догматического обоснования для идеи вселенского первенства, являющегося, наряду с коллегиальностью, инструментом достижения церковного единства. Такой осторожный вывод стал закономерным развитием ранее высказанных в различных англиканских церквях утверждений об отсутствии указаний на необходимость всемирного лидерства ни в более ранних экуменических документах, ни в традициях англиканства.

### Старокатолицизм
В ходе богословского диалога между Римско-католической церковью и Утрехтской унией старокатолических церквей, в 2009 году стороны признали, что основными причинами разделения Католической и Старокатолической церквей стали разногласия по поводу отношения к папскому первенству в поместной церкви (1723) и догматы Первого Ватиканского собора о папской безошибочности и юрисдикционном первенстве папы (1870). Официальные старокатолические заявления и декларации о первенстве епископа Рима всегда признавали особый статус папы, признаваемый в общей традиции церквей Востока и Запада, однако отвергали всеобщее юрисдикционное первенство и доктринальную безошибочность папы. Старокатолицизм расценивает роль папы как «первого среди равных»: папский примат должен осуществляться в духе соборности, а папа просто первый среди патриархов.
Позиция Утрехтской унии старокатолических церквей относительно папского первенства была выражена в документе «Власть и первенство в Церкви», принятом на англиканско-старокатолической богословской конференции (6—10 августа 1985 года):

«Нам хорошо известно, что на протяжении столетий римское первенство развилось из простой концепции в централизованную власть, претендующую на божественное установление (лат. jure divino), позволяющую непосредственно вмешиваться в дела каждой епархии: назначать, ограничивать власть епископов (юрисдикция) и определять вопросы веры, в которые должны верить все христиане (непогрешимость). Наши церкви не могли принять главенство папы в том виде, в каком оно в настоящее время интерпретируется и осуществляется римским престолом, хотя мы понимаем, что многие католики (епископы, священники и миряне) хотели бы серьёзных изменений, направленных на ослабление папской власти».

### Документы
- Документы II Ватиканского собора. — М.: Paoline, 2004. — 710 с. — ISBN 5-900086-32-1.

### Исследования
на английском языке
- Denny E. Papalism: a treatise on the claims of the papacy as set forth in the encyclical Satis Cognitum. — London: Rivingtons, 1912. — 760 p.
- Hind J.[англ.]. Primacy and Unity: An Anglican Contribution to a Patient and Fraternal Dialogue // Petrine Ministry and the Unity of the Church. — Collegeville, MN: Liturgical Press, 1999. — P. 35—57. — 211 p.
- Kidd B. J.[англ.]. The Roman Primacy to A. D. 461. — Eugene, Oregon: Wipf and Stock Publishers[англ.], 1936. — 159 p.
- McPartlan P. A Service of Love, Papal Primacy, the Eucharist, and Church Unity. — Washington: Catholic University of America Press[англ.], 2013. — 100 p. — ISBN 978-0-8132-2135-9.
- Malesevic F. Inventing the Council inside the Apostolic Library. — Berlin: De Gruyter Saur, 2021. — 544 p. — ISBN 9783110720655.
- Meyer H. «Suprema autoritas ideo ab omne error immunis»: The Lutheran Approach to Primacy // Petrine Ministry and the Unity of the Church. — Liturgical Press, 1999. — P. 15—34. — 211 p.
- Misner P. Papacy and Development: Newman and the Primacy of the Pope. — Leiden: Brill Archive, 1976. — 204 p. — ISBN 90-04-04466-3.
- Schatz K.[нем.]. Papal Primacy. From Its Origins to the Present. — Collegeville, MN: Liturgical Press, 1996. — 197 p. — ISBN 0-8146-5522-X.
- Ullmann W.[англ.]. Leo I and the theme of papal primacy // The Journal of Theological Studies. — Oxford: OUP, 1960. — Vol. 1, № 1. — P. 25—51. — JSTOR 23957231.

на русском языке
- Группа авторов. Служение общению: переосмысление связи между первенством и соборностью. Исследование Совместной православно-католической рабочей группы во имя св. Иринея Лионского // Вопросы теологии. — СПб. : Издательство СПбГУ, 2019. — Т. 1, № 3. — С. 352—404. — ISSN 2658-5200. — doi:10.21638/spbu28.2019.305.
- Волконский А. М. Католичество и священное предание Востока. — Париж, 1933. — 435 с.
- Гнилка И.[нем.]. Служение Петра — по новозаветным основаниям // Петрово служение / ред. В. Каспер. — М.: Библейско-богословский институт св. апостола Андрея, 2006. — С. 35—48. — 285 с. — (Диалог). — ISBN 5-89647-113-0.
- Дурэ Н. В. «Первенство Петра». Роль епископа Рима согласно каноническому праву Вселенских соборов первого тысячелетия. Канонико-экклезиологическая оценка // Петрово служение / ред. В. Каспер. — М.: Библейско-богословский институт св. апостола Андрея, 2006. — С. 182—211. — 285 с. — (Диалог). — ISBN 5-89647-113-0.
- Заозерский Н. А. О церковной власти. — 1894. — 458 с.
- Захаров Г. Е. Римское первенство и развитие института церковного собора в эпоху арианских споров // Вестник ПСТГУ II: История. История Русской Православной Церкви. — М.: Издательство ПСТГУ, 2015. — Вып. 1 (62). — С. 7—25. — ISSN 1991-6434.
- Зуттер Э. Х. Христианство Востока и Запада: В поисках зримого проявления их единства. — М.: Библейско-богословский институт святого апостола Андрея, 2004. — 312 с. — ISBN 5-89647-065-7.
- Иоселева М. А. Основные аспекты экуменического диалога Римско-католической Церкви с Православными церквями в период понтификата Иоанна Павла II // Культура. Духовность. Общество. — Новосибирск : ООО «Центр развития научного сотрудничества», 2013.
- Каспер В. Введение в предмет и католическую герменевтику постановлений I Ватиканского собора // Петрово служение / ред. В. Каспер. — М.: Библейско-богословский институт св. апостола Андрея, 2006. — С. 17—34. — 285 с. — (Диалог). — ISBN 5-89647-113-0.
- Кеттенхофен Э.[нем.]. Кафедра Петра в первые века. От начала до отделения Папства от Византии В VIII в // Вестник Православного Свято-Тихоновского гуманитарного университета. Серия 1: Богословие. Философия. Религиоведение. — М. : Издательство ПСТГУ, 2013. — № 4 (48). — С. 7—27. — ISSN 1991-643X.
- Клеман О. Рим. Взгляд со стороны. Православное восприятие идеи первенства римского епископа. — М.: Скименъ, 2006. — 126 с. — ISBN 5-94884-003-4.
- Козлов М. Е., Огицкий Д. П. Православие и западное христианство. — Белгород: Отчий дом, 1995. — 123 с.
- Ларше Ж.-К. Вопрос о первенстве Рима в трудах св. Максима Исповедника // Петрово служение / ред. В. Каспер. — М.: Библейско-богословский институт св. апостола Андрея, 2006. — С. 212—235. — 285 с. — (Диалог). — ISBN 5-89647-113-0.
- Лебедев А. А. Разности православных и папистов в учении о Церкви. О главенстве папы. — СПб., 1903. — 393 с.
- Лупандин И. Фотиева схизма // Католическая энциклопедия. — Издательство францисканцев, 2011. — Т. IV. — С. 1822—1823. — ISBN 978—5—89208-096—5.
- Майнарди А. «Служение единству»: как правильно поставить вопрос о первенстве на универсальном уровне // Вестник СФИ. — 2022. — Вып. 42. — С. 64—89.
- о. А. Мартен. Примат папы // Католическая энциклопедия. — М.: Издательство Францисканцев, 2007. — Т. III. — С. 1769—1771. — ISBN 978-5-91393-016-3.
- Маттеи П. Римский примат в восприятии африканских христиан: предыстория, содержание и исторические следствия // Вестник ПСТГУ II: История. История Русской Православной Церкви. — М.: Издательство ПСТГУ, 2012. — Вып. 4 (27). — С. 40—61. — ISSN 1991-6434.
- Понятие первенства : Истоки и контексты : Коллективная монография / Отв. ред.: П. В. Ермилов, М. В. Грацианский. — М.: Изд-во ПСТГУ, 2022. — 640 с. — ISBN 978-5-7429-1489-1.
- Смешанный православно-католический комитет во Франции. Первенство Римского епископа в общении Церквей. — Париж: Unité — Единство, 1998. — 122 с.
- Стилианопулос Ф. К вопросу о библейском основании первенства // Петрово служение / ред. В. Каспер. — М.: Библейско-богословский институт св. апостола Андрея, 2006. — С. 49—78. — 285 с. — (Диалог). — ISBN 5-89647-113-0.
- Суворов В. Проблема первенства в трудах протопресвитера Николая Афанасьева // Церковь и время. — М. : Отдел внешних церковных связей Московского патриархата, 2013. — № 3 (64). — С. 111—156. — ISSN 2221-8246.
- Суворов В. Г. Развитие католического учения о Папском примате во второй половине XX века и его оценка в трудах русских православных богословов // Историческая и социально-образовательная мысль. — Краснодар : НОЧУ ДПО «Кубанская многопрофильная академия подготовки, переподготовки, повышения квалификации специалистов», 2015. — № 7. — С. 84—90. — ISSN 2219-6048.
- Тамборра А. Католическая церковь и русское православие. Два века противостояния и диалога. — М.: Библейско-богословский институт святого апостола Андрея, 2007. — 631 с. — ISBN 5-89647-132-7.
- Фидас В. Примат папы римского и пентархия патриархов в православной традиции // Петрово служение / ред. В. Каспер. — М.: Библейско-богословский институт св. апостола Андрея, 2006. — С. 79—97. — 285 с. — (Диалог). — ISBN 5-89647-113-0.
- Шишков А. В., Кыржелев А. И. Первенство в Церкви: богословие и церковная практика // Вопросы теологии. — СПб. : Издательство СПбГУ, 2019. — Т. 1, № 3. — С. 405—426. — ISSN 2658-5200.
- Шмеман А. Д. О понятии первенства в православной экклесиологии // Собрание статей 1947-1983. — М.: Русский путь, 2009. — С. 391—412. — ISBN 978-5-85887-300-6.

на французском языке
- Emmanuel R. Doctrine de l'Église chaldéenne sur la primauté do saint Pierre // Revue de l'Orient Chrétien. — Paris : Librairie A. Picard, 1996. — Vol. 1. — P. 137—148. — ISSN 1245-9208.